# Schachtjorsk
Schachtjorsk (russisch Шахтёрск, japanisch 塔路町, Tōro-chō) ist eine Siedlung städtischen Typs in der Oblast Sachalin (Russland) mit 6687 Einwohnern (Stand 1. Oktober 2021).

## Geographie
Die Siedlung liegt wenige Kilometer von der Westküste der Insel Sachalin entfernt, etwa 350 km nordwestlich der Oblasthauptstadt Juschno-Sachalinsk, am Tatarensund zwischen Japanischem Meer und Ochotskischem Meer.
Die Siedlung Schachtjorsk gehört administrativ zum Rajon Uglegorsk. Sie liegt etwa 10 km nördlich des Rajonzentrums. Schachtjorsk administrativ unterstellt ist die südlich gelegene Siedlung Udarnoje (auch als „Udarny“ bezeichnet).

## Geschichte
Der Ort entstand unter dem Namen Tōro-chō nach 1905, während der Zugehörigkeit des Südteils der Insel (bis zum 50. Breitengrad) zu Japan (gemäß dem Vertrag von Portsmouth, der den Russisch-Japanischen Krieg 1904–1905 beendete). Im Ergebnis des Zweiten Weltkriegs kam der Ort zur Sowjetunion und erhielt 1947 Stadtrecht unter dem Namen Schachtjorsk (von russisch schachtjor für Bergmann, was sich auf die Kohleförderung in der Umgebung bezieht). Durch Gesetz der Oblast Sachalin vom 19. Dezember 2016 verlor Schachtjorsk die Stadtrechte und besitzt seither den Status einer Siedlung städtischen Typs.

### Bevölkerungsentwicklung
| Jahr | Einwohner |
| ---- | --------- |
| 1959 | 12.069    |
| 1970 | 11.476    |
| 1979 | 11.543    |
| 1989 | 12.945    |
| 2002 | 10.643    |
| 2010 | 8.382     |

Anmerkung: Volkszählungsdaten

## Wirtschaft
Die Wirtschaft von Schachtjorsk wird vom Steinkohlenbergbau bestimmt, auf dessen Grundlage auch ein Elektrizitätswerk betrieben wird. Daneben gibt es hier Bauwirtschaft.

## Verkehr
1937 wurde unter japanischer Verwaltung der Bau einer kapspurigen Eisenbahnstrecke von Iljinskoje über Uglegorsk nach Schachtjorsk begonnen. Obwohl der Bau mit zahlreichen Brückenbauwerken schon weit fortgeschritten war, wurde er 1942 abgebrochen. Auch danach erhielt Schachtjorsk keinen Eisenbahnanschluss. Eine schmalspurige Werksbahn des OOO Lokomotiw (ehemals Schachtjorkoje pogrusotschno-transportnoje uprawlenie) dient lediglich der Beförderung von Kohle zwischen Urdarnoje und der Zentralen Aufbereitungsanlage im Westen von Schachtjorsk.
Nördlich der Stadt befindet sich der Flughafen Schachtjorsk, von dem Flüge nach Juschno-Sachalinsk angeboten werden (Stand 2021).
Der Ortsverkehr in Schachtjorsk wird vom Busunternehmen Schachtjorskoje passaschirskoje ATP (einer Tochtergesellschaft von Sachawtotrans) durchgeführt. Weiterhin wird im Gemeinschaftsbetrieb mit dem Uglegorskoje passaschirskoje ATP die Verbindung nach Uglegorsk bedient. Weiterhin gibt es spärlichen Busverkehr nach Boschnjakowo sowie einmal täglich eine Verbindung nach Juschno-Sachalinsk.

## Bilder

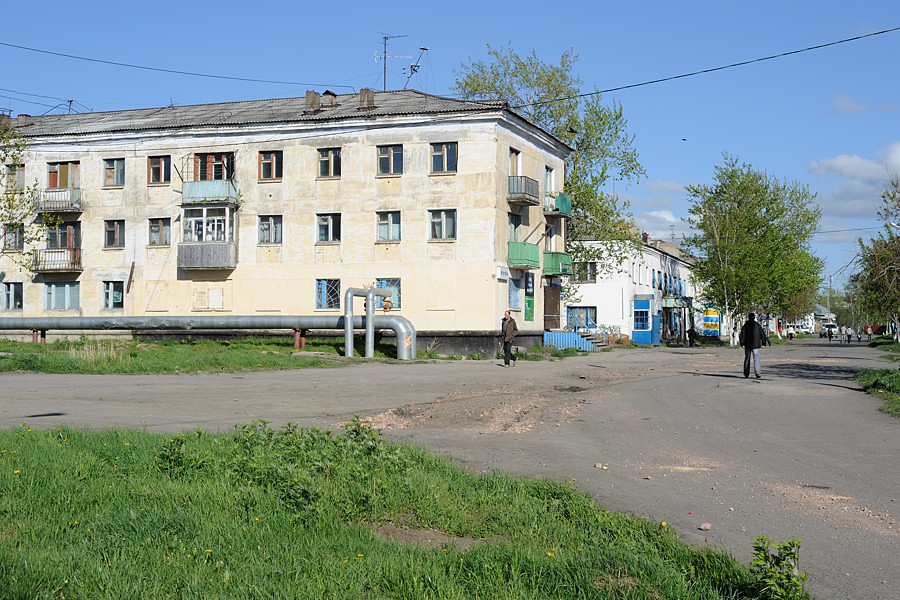
Zentrum von Schachtjorsk (2011)

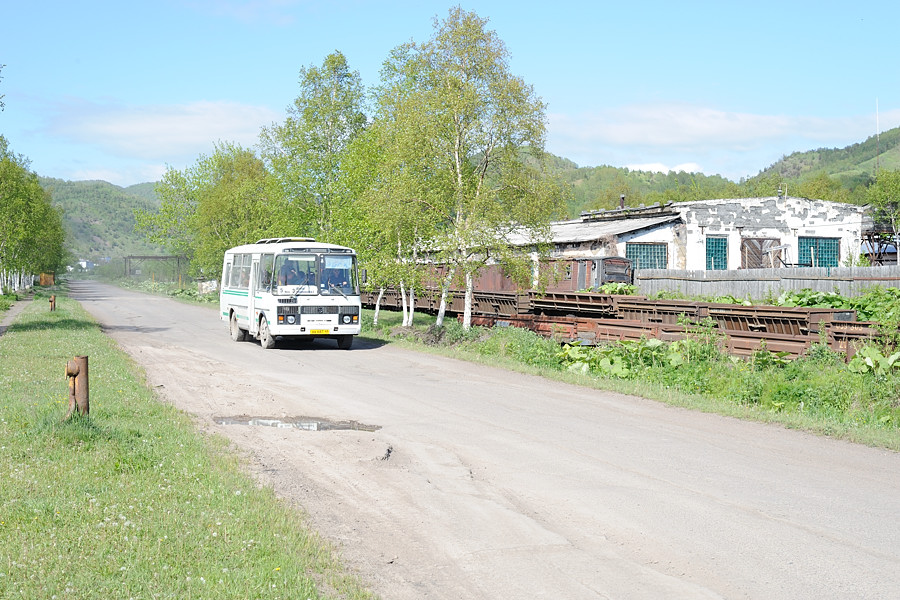
Ländlich geprägter nordöstlicher Teil von Schachtjorsk mit Betriebshof des OOO Lokomotiw (2011)

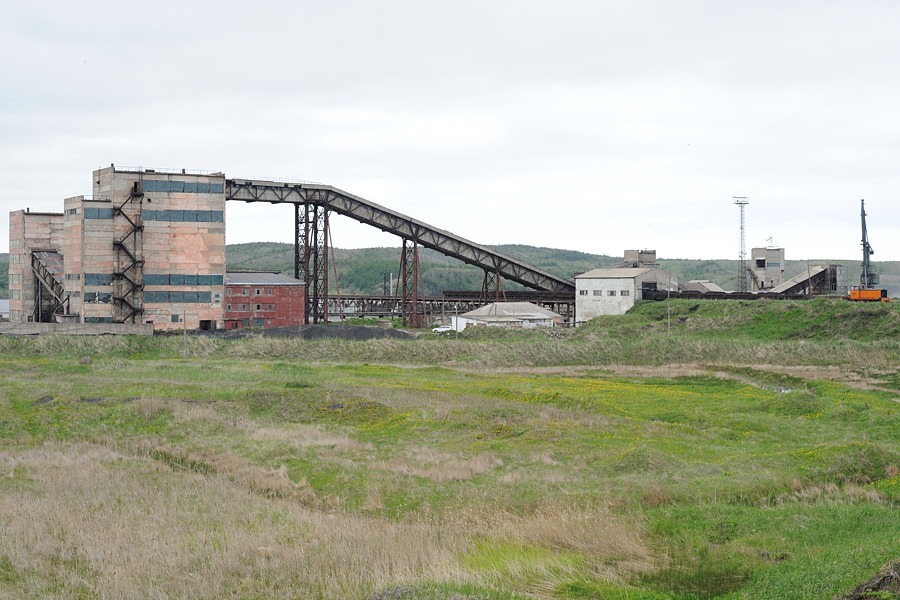
Zentrale Aufarbeitungsfabrik im Westen von Schachtjorsk (2011)

## Söhne und Töchter des Ortes
- Juri Jakimow (* 1953), Ruderer
- Alexander Medwedew (* 1955), Manager